# Anita Bulath
Anita Bulath (ur. 20 września 1983 w Dunaújváros) – węgierska piłkarka ręczna, reprezentantka kraju, grająca na pozycji prawej rozgrywającej. Obecnie występuje w duńskiej lidze, w drużynie Viborg HK. Brązowa medalistka mistrzostw Europy 2012.

## Sukcesy

### reprezentacyjne
- Mistrzostwa Europy:
  -  2012

### klubowe
- Mistrzostwa Węgier:
  -  2001, 2003, 2004
  -  2010, 2011
- Puchar Węgier:
  -  2002, 2004
- Mistrzostwa Chorwacji:
  -  2008, 2009
- Puchar Chorwacji:
  -  2008, 2009